# Arnold Arluke
Arnold Arluke (* 14. Dezember 1947 in Trenton, New Jersey, USA) ist ein amerikanischer Autor, Soziologe und emeritierter Professor des Instituts für Soziologie und Anthropologie der Northeastern University in Boston im US-Bundesstaat Massachusetts. Seine Forschungsschwerpunkte waren die Sozialpsychologie, Human-Animal Studies und Bildwissenschaften.

## Leben
Arnold Arluke hat als Soziologe und Anthropologe das komplexe Verhältnis des Menschen zu Tieren erforscht und mehrere Bücher (etwa „Regarding Animals“) darüber geschrieben.
Arluke sieht das Tier als Spiegel der Menschheit:

„Wie wir andere Kreaturen
behandeln, verrät immer, wie wir Menschen uns
selbst – und unsere Gesellschaft – sehen.“

So untersuchte Arluke unter anderem, wie sich die soziale Klasse auf den Erwerb von Hunden auswirkt. In seinem Buch Underdogs untersucht er, warum Tierbesitzer in unterversorgten amerikanischen Gemeinden kostengünstige oder kostenlose Veterinärdienste nicht in Anspruch nehmen.
In der ersten Ausgabe von „Animals & Society Institute“, dem im Jahr 1983 gegründeten Journal, das maßgeblich zur Etablierung des Feldes der Human-Animal Studies beitrug, formulierte der Herausgeber und Psychologe Kenneth Shapiro 1993 das Anliegen, zum Verständnis der menschlichen Seite der Mensch-Tier-Beziehung beizutragen, und sein Co-Herausgeber Arnold Arluke fügte hinzu, dass über die Art und Weise, in der Tiere gesellschaftlich behandelt und repräsentiert werden, die soziale Ordnung menschlicher Gesellschaften demaskiert werden könne.

## Auszeichnungen (Auswahl)
- 1997 Charles Horton Cooley Book Award, Society for the Study of Symbolic Interaction
- 1998 Distinguished Scholar Award, International Association of Human-Animal Interaction
- 2004 MSPCA Human Hero Award for Research
- 2009 Distinguished Scholarship Award, Animals and Society Section (ASA)[3]

## Publikationen (Auswahl)
- 1989: The Making of Rehabilitation: A Political Economy of Medical Specialization 1890–1980, Comparative Studies of Health Systems & Medical Care, Band 15, ISBN 978-0-520-06604-5
- 1996: Sociology: Snapshots and Portraits of Society, Pine Forge Pr., ISBN 978-0-8039-9084-5
- 1996: Regarding Animals, Philadelphia: Temple University Press mit Clinton Sanders
- 2001: Great Apes and Humans: The Ethics of Coexistence, Washington, DC: Smithsonian Institution Press mit B. Beck
- 2004: Brute Force: Animal Police and the Challenge of Cruelty, West Lafayette, IN: Purdue University Press
- 2006: The Sacrifice: How Scientific Experiments Transform Animals and People, West Lafayette, IN: Purdue University Press mit L. Birke und M. Michaels
- 2006: Just a Dog: Understanding Animal Cruelty and Ourselves, Philadelphia: Temple University Press
- 2007: Brute Force: Policing Animal Cruelty, New Directions in the Human-Animal Bond, ISBN 978-1-55753-450-7
- 2008: Between the Species: Readings in Human-Animal Relationships, Boston: Allyn und Bacon, mit Clinton Sanders, ISBN 978-0-205-59493-1
- 2009: Inside animal hoarding : The Case of Barbara Erickson and her 552 dogs, ISBN 978-1-55753-511-5
- 2010: Beauty and the Beast: Human-Animal Relations Revealed in Real Photo Postcards, 1905–1935 (Syracuse: Syracuse University Press mit Robert Bogdan)
- 2010: Regarding Animals (Animals Culture And Society), ISBN 1-4399-2310-8
- 2013: The Photographed Cat: Picturing Human-Feline Ties, 1890–1940, Syracuse University Press mit Lauren Rolfe
- 2012: Interpersonal Barriers to Stopping Animal Abuse: Exploring the Role of Adolescent Friendship Norms and Breeches, 2012, doi:10.1177/0886260512441073
- 2014: Animal Abuse as a Warning Sign of School Massacres: A Critique and Refinement doi:10.1177/1088767913511459
- 2020: Underdogs: Pets, People, and Poverty (Animal Voices / Animal Worlds Ser.), ISBN 0-8203-5823-1

Coautor
- 2014: Harming animals and massacring humans: Characteristics of public mass and active shooters who abused animals, mit Eric Madfis, doi:10.1002/bsl.2385
- 2018: Gorey's worlds, mit  Erin Monroe, Princeton University Press, ISBN 978-0-691-17704-5